# Radka Loučková Kotasová
Radka Loučková Kotasová (* 21. listopadu 1965 Děčín) je česká podnikatelka a politička. V roce 2014 byla zvolena do zastupitelstva města Liberce jako nezávislá s podporou hnutí ANO 2011. V roce 2016 se stala členkou hnutí ANO a ve stejném roce byla zvolena do zastupitelstva Libereckého kraje. Mezi lety 2016–2020 pracovala jako radní Libereckého kraje pro regionální a evropské dotace. Roku 2018 byla podruhé zvolena do zastupitelstva města Liberce. Od roku 2020 působí jako náměstkyně primátora města Liberec pro strategický rozvoj a dotace. V senátních volbách 2022 neúspěšně kandidovala v obvodě 34 – Liberec.

## Osobní život
Narodila se v Děčíně roku 1965 a do Liberce se s rodinou přestěhovala roku 1969. V Liberci vystudovala základní a střední školu. Následně vystudovala stavební fakultu ČVUT, kde získala titul inženýrky v oboru vodohospodářství. Je podruhé vdaná a s druhým manželem má čtyři děti a tři vnoučata.